# 吃元宵
《吃元宵》是一著名的传统对口相声，又名《孔丘骗食》、《周游列国》。内容为孔子周游列国，与子路、颜回在陈蔡绝粮，见到卖元宵的明码标价“一文钱一个”，孔子改“一”字为“十”字，吃完十个元宵喝净元宵汤后只给了一文钱，店主这才看见更改后的标价，只得自认倒霉，而孔子不依不饶，说这还是自己笔下留情，若不然，“十字头上添一撇儿，我吃一千！”作品表达的是市民阶层的小聪明，因此赋予了孔子这一儒学正统人物以某些特性，如钻营算计、占小便宜、得理不饶人等，形成巨大反差。张杰尧、陈子贞、广阔泉、马三立、常宝堃、刘宝瑞等多人表演。